# Solaria brevicoalita
Solaria brevicoalita là một loài thực vật có hoa trong họ Amaryllidaceae. Loài này được Ravenna mô tả khoa học đầu tiên năm 2005.